# Hydrotaea silva
Hydrotaea silva este o specie de muște din genul Hydrotaea, familia Muscidae, descrisă de Hsue în anul 1976. Conform Catalogue of Life specia Hydrotaea silva nu are subspecii cunoscute.